# St. Gertrud (Engelsdorf)

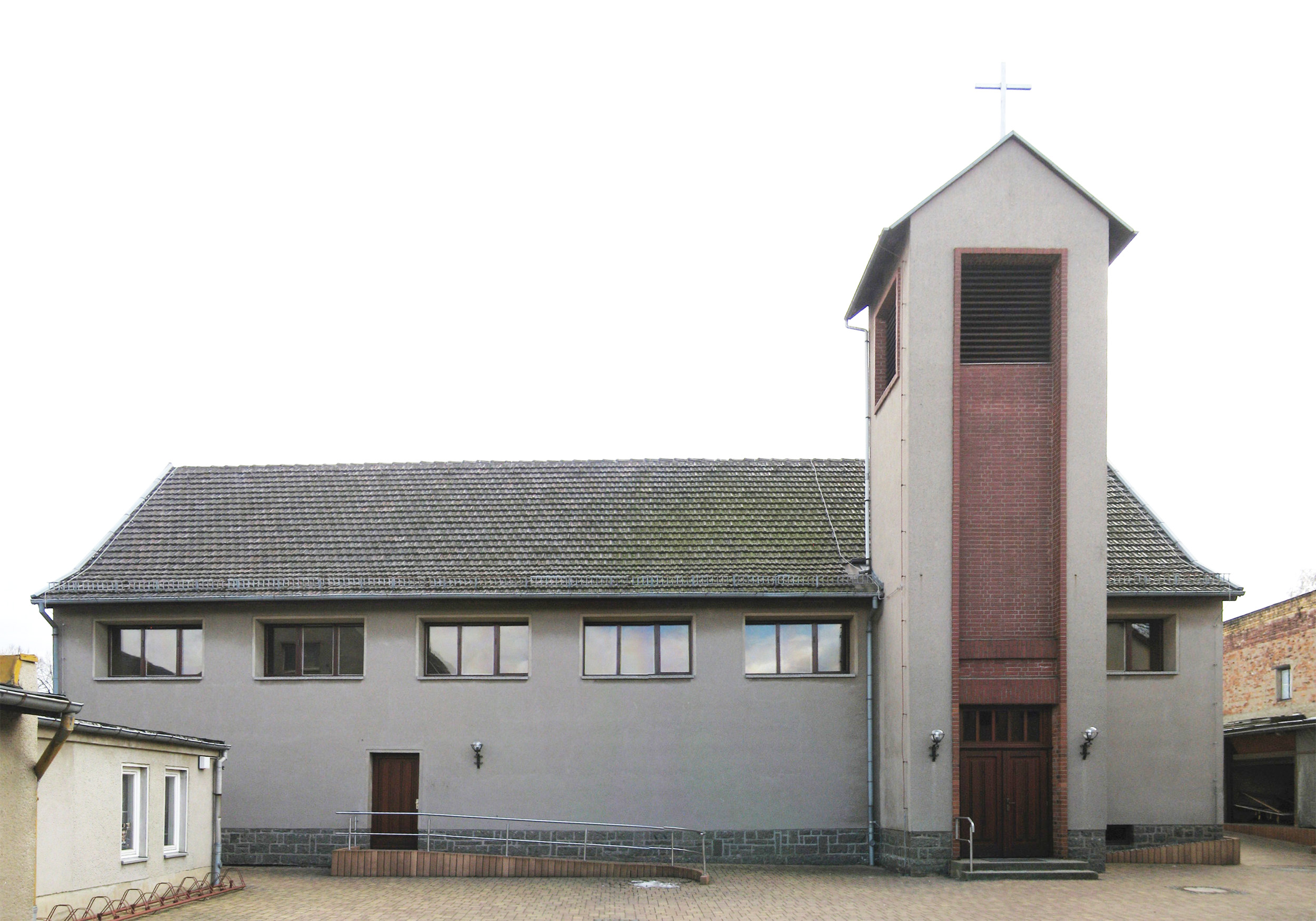
Kirche St. Gertrud Leipzig-Engelsdorf (2010)

Die Kirche St. Gertrud ist die römisch-katholische Kirche in Leipzigs Stadtteil Engelsdorf. Sie steht in der Engelsdorfer Straße 298, gehört zur katholischen Pfarrei Heilige Maria Magdalena Leipzig-Ost im Dekanat Leipzig und hat das Patrozinium der Gertrud von Helfta.

## Geschichte, Gestalt und Ausstattung
Am 1. Dezember 1984 war die Grundsteinlegung, nach zweijähriger Bauzeit die Kirchweihe am 17. November 1986 mit Gerhard Schaffran, dem Bischof von Dresden-Meißen. Sie ist somit eine der jüngeren Kirchen in Leipzig. 
Die Kirchgemeinde hat das Gotteshaus in eigener Arbeit hergerichtet. Zuvor diente es als Scheune und als Schafstall.
Das Bauwerk ist eine Saalkirche mit Chor-Empore, der Putzbau hat einen 14 Meter hohen Kirchturm. 
1986 wurde die Alexander-Schuke-Orgel (Opus 541) mit einem Manual, Pedal und sieben Registern geweiht.
Vor der Kirche steht seitlich das 2001 eingeweihte Gemeindehaus.

## Pfarrei
Seit dem 8. Dezember 2019 ist die Kirche St. Laurentius in Reudnitz die Pfarrkirche der neu gegründeten Katholischen Pfarrei Heilige Maria Magdalena Leipzig-Ost. Außer ihr gehören zur Pfarrei die Ortskirchen Kirche der Heiligen Familie, St. Gertrud, St. Anna und weitere Gottesdienstorte.

## Varia
- Es gibt eine Messe für die polnische Gemeinde.